# خاکارییا

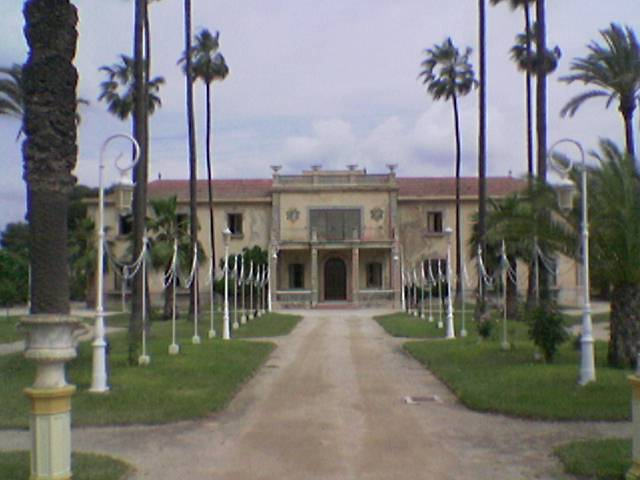
نمایی از یک کاخ قدیمی در دهستان خاکارییا، استان آلیکانتهٔ اسپانیا - ۲۰۰۶

خاکارییا (به اسپانیایی: Jacarilla) دهستانی در استان آلیکانتهٔ اسپانیا است.
در این دهستان ۱٬۸۱۳ نفر زندگی می‌کنند. مساحت این دهستان ۱۲٫۳۶ کیلومتر مربع است.